# Coppa del Mondo di salto con gli sci 1996
La Coppa del Mondo di salto con gli sci 1996, diciassettesima edizione della manifestazione organizzata dalla Federazione Internazionale Sci, ebbe inizio il 2 dicembre 1995 a Lillehammer, in Norvegia, e si concluse il 16 marzo 1996 a Oslo, ancora in Norvegia. Furono disputate 28 gare individuali, tutte maschili, in 21 differenti località: 8 su trampolino normale, 17 su trampolino lungo e 3 su trampolino per il volo. Furono inserite nel calendario 4 gare a squadre, valide ai fini della classifica per nazioni.
Per la prima volta venne stilata una classifica di specialità relativa alle gare di salto. Nel corso della stagione si tennero a Tauplitz i Campionati mondiali di volo con gli sci 1996, le cui singole prove furono ritenute valide anche ai fini della Coppa del Mondo, il cui calendario non contemplò dunque interruzioni.
L'austriaco Andreas Goldberger si aggiudicò sia la coppa di cristallo, il trofeo assegnato al vincitore della classifica generale, sia la Coppa di volo; il tedesco Jens Weißflog vinse il Torneo dei quattro trampolini, il finlandese Ari-Pekka Nikkola la Coppa di salto. Goldberger era il detentore uscente sia della Coppa generale, sia del Torneo.

## Risultati
| Data                                         | Località               | Nazione     | Trampolino                | Spec. | Primo                                                                                 | Secondo                                                             | Terzo                                                                                  |
| -------------------------------------------- | ---------------------- | ----------- | ------------------------- | ----- | ------------------------------------------------------------------------------------- | ------------------------------------------------------------------- | -------------------------------------------------------------------------------------- |
| 2 dicembre 1995                              | Lillehammer            | Norvegia    | Lysgårdsbakken K90        | NH    | Mika Laitinen                                                                         | Ari-Pekka Nikkola                                                   | Masahiko Harada                                                                        |
| 3 dicembre 1995                              | Lillehammer            | Norvegia    | Lysgårdsbakken K120       | LH    | Janne Ahonen                                                                          | Jin'ya Nishikata                                                    | Ari-Pekka Nikkola                                                                      |
| 8 dicembre 1995                              | Villach                | Austria     | Villacher Alpenarena K90  | NH    | Masahiko Harada                                                                       | Mika Laitinen                                                       | Ari-Pekka Nikkola                                                                      |
| 9 dicembre 1995                              | Planica                | Slovenia    | Bloudkova velikanka K120  | TL    | Finlandia Jani Soininen Mika Laitinen Ari-Pekka Nikkola Janne Ahonen                  | Giappone Jin'ya Nishikata Kenji Suda Hiroya Saitō Masahiko Harada   | Norvegia Espen Bredesen Eirik Halvorsen Roar Ljøkelsøy Lasse Ottesen                   |
| 10 dicembre 1995                             | Planica                | Slovenia    | Bloudkova velikanka K120  | LH    | Mika Laitinen                                                                         | Roar Ljøkelsøy                                                      | Janne Ahonen                                                                           |
| 12 dicembre 1995                             | Val di Fiemme          | Italia      | Giuseppe Dal Ben K90      | NH    | Mika Laitinen                                                                         | Ari-Pekka Nikkola                                                   | Andreas Goldberger                                                                     |
| 16 dicembre 1995                             | Chamonix               | Francia     | Le Mont K95               | NH    | Ari-Pekka Nikkola                                                                     | Janne Ahonen                                                        | Ralph Gebstedt                                                                         |
| 17 dicembre 1995                             | Chamonix               | Francia     | Le Mont K95               | NH    | Hiroya Saitō                                                                          | Ari-Pekka Nikkola                                                   | Masahiko Harada                                                                        |
| 28 dicembre 1995                             | Oberhof                | Germania    | Hans Renner K120          | LH    | Mika Laitinen                                                                         | Ari-Pekka Nikkola                                                   | Jens Weißflog                                                                          |
| Torneo dei quattro trampolini                |                        |             |                           |       |                                                                                       |                                                                     |                                                                                        |
| 30 dicembre 1995                             | Oberstdorf             | Germania    | Schattenberg K115         | LH    | Mika Laitinen                                                                         | Jens Weißflog                                                       | Masahiko Harada                                                                        |
| 1º gennaio 1996                              | Garmisch-Partenkirchen | Germania    | Große Olympiaschanze K107 | LH    | Reinhard Schwarzenberger                                                              | Espen Bredesen                                                      | Jens Weißflog                                                                          |
| 4 gennaio 1996                               | Innsbruck              | Austria     | Bergisel K110             | LH    | Andreas Goldberger                                                                    | Jens Weißflog                                                       | Hiroya Saitō                                                                           |
| 6 gennaio 1996                               | Bischofshofen          | Austria     | Paul Ausserleitner K120   | LH    | Jens Weißflog                                                                         | Espen Bredesen                                                      | Ari-Pekka Nikkola                                                                      |
| 13 gennaio 1996                              | Engelberg              | Svizzera    | Gross-Titlis-Schanze K120 | LH    | Jani Soininen                                                                         | Jin'ya Nishikata                                                    | Andreas Goldberger                                                                     |
| 14 gennaio 1996                              | Engelberg              | Svizzera    | Gross-Titlis-Schanze K120 | LH    | Andreas Goldberger                                                                    | Reinhard Schwarzenberger                                            | Espen Bredesen                                                                         |
| 20 gennaio 1996                              | Sapporo                | Giappone    | Miyanomori K90            | NH    | Jens Weißflog                                                                         | Eirik Halvorsen                                                     | Reinhard Schwarzenberger                                                               |
| 21 gennaio 1996                              | Sapporo                | Giappone    | Ōkurayama K115            | LH    | Andreas Goldberger Ari-Pekka Nikkola                                                  |                                                                     | Hiroya Saitō                                                                           |
| 27 gennaio 1996                              | Zakopane               | Polonia     | Wielka Krokiew K116       | LH    | Primož Peterka                                                                        | Andreas Goldberger                                                  | Reinhard Schwarzenberger                                                               |
| 28 gennaio 1996                              | Zakopane               | Polonia     | Wielka Krokiew K116       | LH    | Andreas Goldberger                                                                    | Primož Peterka                                                      | Ari-Pekka Nikkola                                                                      |
| Campionati mondiali di volo con gli sci 1996 |                        |             |                           |       |                                                                                       |                                                                     |                                                                                        |
| 10 febbraio 1996                             | Tauplitz               | Austria     | Kulm K180                 | FH    | Janne Ahonen                                                                          | Andreas Goldberger                                                  | Ari-Pekka Nikkola                                                                      |
| 11 febbraio 1996                             | Tauplitz               | Austria     | Kulm K180                 | FH    | Andreas Goldberger                                                                    | Christof Duffner                                                    | Janne Ahonen                                                                           |
| 17 febbraio 1996                             | Iron Mountain          | Stati Uniti | Pine Mountain K120        | LH    | Jens Weißflog                                                                         | Andreas Widhölzl                                                    | Ari-Pekka Nikkola                                                                      |
| 18 febbraio 1996                             | Iron Mountain          | Stati Uniti | Pine Mountain K120        | LH    | Masahiko Harada                                                                       | Adam Małysz                                                         | Kimmo Savolainen                                                                       |
| 23 febbraio 1996                             | Trondheim              | Norvegia    | Granåsen K120             | TL    | Finlandia Ari-Pekka Nikkola Jani Soininen Janne Ahonen Mika Laitinen                  | Giappone Takanobu Okabe Masahiko Harada Hiroya Saitō Jyun Shibuya   | Germania Gerd Siegmund Christof Duffner Dieter Thoma Jens Weißflog                     |
| 28 febbraio 1996                             | Kuopio                 | Finlandia   | Puijo K90                 | NH    | Kimmo Savolainen                                                                      | Jaroslav Sakala                                                     | Janne Väätäinen                                                                        |
| 1º marzo 1996                                | Lahti                  | Finlandia   | Salpausselkä K114         | LH    | Masahiko Harada                                                                       | Mika Laitinen                                                       | Adam Małysz Primož Peterka                                                             |
| 2 marzo 1996                                 | Lahti                  | Finlandia   | Salpausselkä K114         | TL    | Giappone Masahiko Harada Jin'ya Nishikata Takanobu Okabe Hiroya Saitō                 | Germania Christof Duffner Ralph Gebstedt Dieter Thoma Jens Weißflog | Austria Martin Höllwarth Reinhard Schwarzenberger Stefan Horngacher Andreas Goldberger |
| 3 marzo 1996                                 | Lahti                  | Finlandia   | Salpausselkä K114         | LH    | Masahiko Harada                                                                       | Primož Peterka                                                      | Jani Soininen                                                                          |
| 9 marzo 1996                                 | Harrachov              | Rep. Ceca   | Čerťák K180               | FH    | Andreas Goldberger                                                                    | Christof Duffner                                                    | Jaroslav Sakala                                                                        |
| 13 marzo 1996                                | Falun                  | Svezia      | Lugnet K90                | NH    | Primož Peterka                                                                        | Adam Małysz                                                         | Jens Weißflog                                                                          |
| 15 marzo 1996                                | Oslo                   | Norvegia    | Holmenkollen K110         | TL    | Austria Martin Höllwarth Andreas Widhölzl Reinhard Schwarzenberger Andreas Goldberger | Norvegia Sturle Holseter Roar Ljøkelsøy Espen Bredesen Pål Hansen   | Germania Gerd Siegmund Christof Duffner Michael Uhrmann Jens Weißflog                  |
| 16 marzo 1996                                | Oslo                   | Norvegia    | Holmenkollen K110         | LH    | Adam Małysz                                                                           | Janne Ahonen                                                        | Masahiko Harada                                                                        |

Legenda:

NH = trampolino normale

LH = trampolino lungo

FH = volo con gli sci

TL = gara a squadre

## Classifiche

### Generale

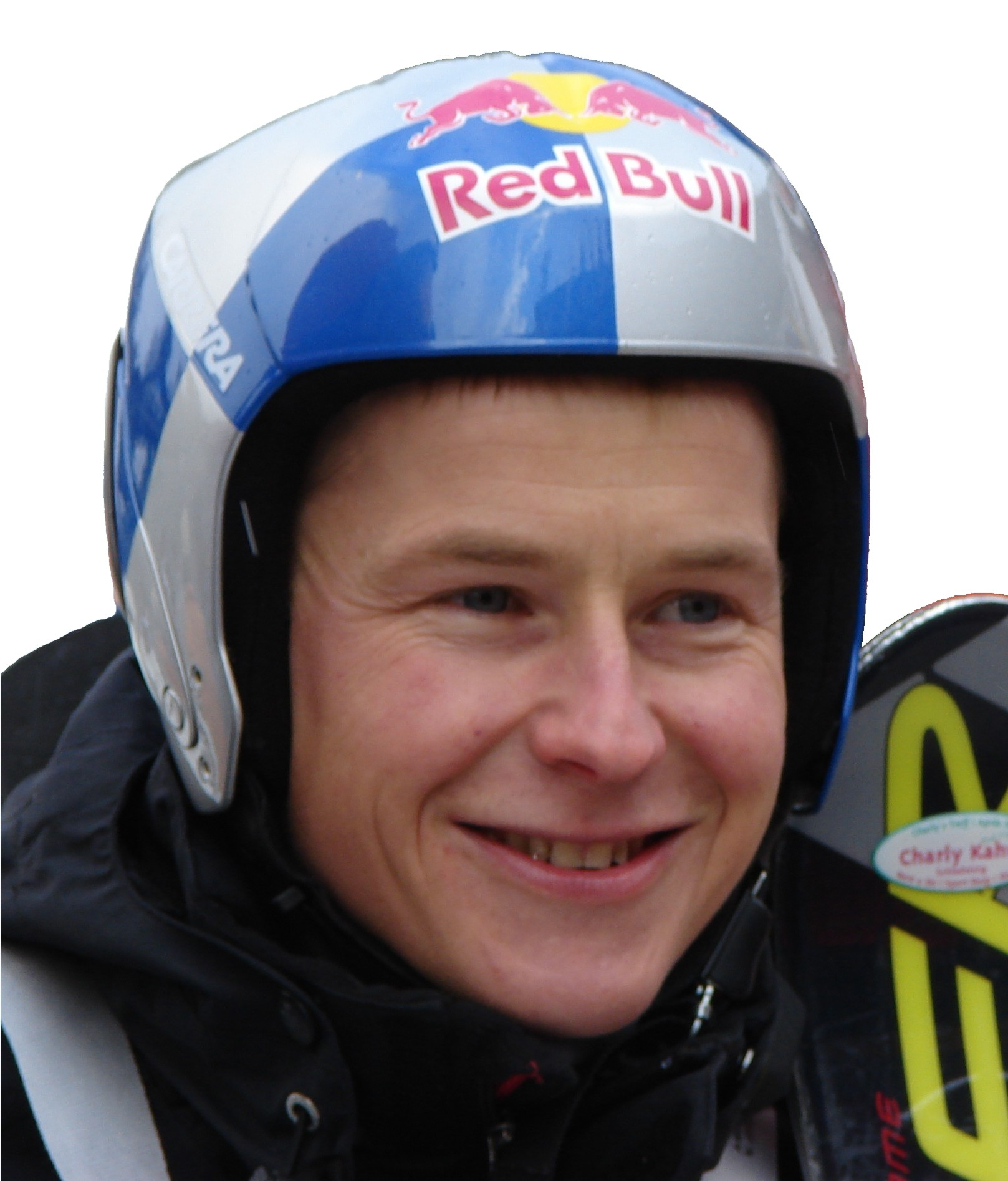
Andreas Goldberger

| Pos. | Nome                     | Nazione   | Punti |
| ---- | ------------------------ | --------- | ----- |
| 1    | Andreas Goldberger       | Austria   | 1416  |
| 2    | Ari-Pekka Nikkola        | Finlandia | 1384  |
| 3    | Janne Ahonen             | Finlandia | 1054  |
| 4    | Jens Weißflog            | Germania  | 1028  |
| 5    | Masahiko Harada          | Giappone  | 982   |
| 6    | Mika Laitinen            | Finlandia | 914   |
| 7    | Adam Małysz              | Polonia   | 751   |
| 8    | Hiroya Saitō             | Giappone  | 747   |
| 9    | Reinhard Schwarzenberger | Austria   | 724   |
| 10   | Primož Peterka           | Slovenia  | 670   |

### Torneo dei quattro trampolini

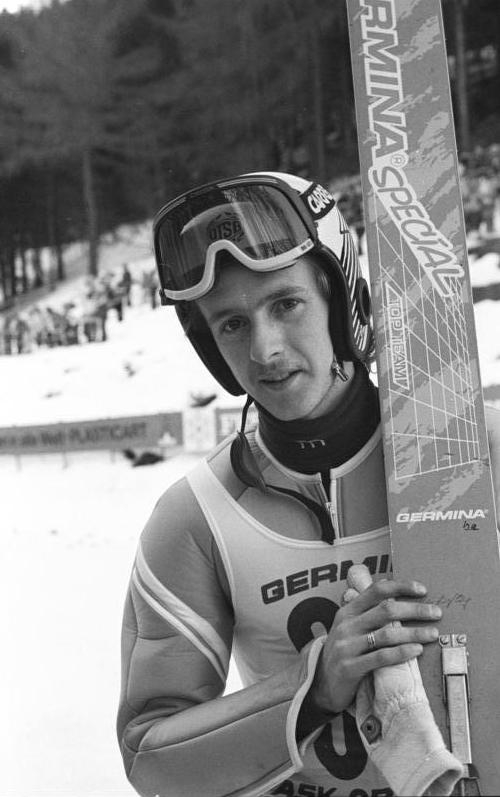
Jens Weißflog

| Pos. | Nome                     | Nazione   | Punti |
| ---- | ------------------------ | --------- | ----- |
| 1    | Jens Weißflog            | Germania  | 952   |
| 2    | Ari-Pekka Nikkola        | Finlandia | 910   |
| 3    | Reinhard Schwarzenberger | Austria   | 882   |
| 3    | Hiroya Saitō             | Giappone  | 882   |
| 5    | Christof Duffner         | Germania  | 873   |

### Salto
| Pos. | Nome               | Nazione   | Punti |
| ---- | ------------------ | --------- | ----- |
| 1    | Ari-Pekka Nikkola  | Finlandia | 1288  |
| 2    | Andreas Goldberger | Austria   | 1136  |
| 3    | Masahiko Harada    | Giappone  | 982   |
| 4    | Jens Weißflog      | Germania  | 938   |
| 5    | Janne Ahonen       | Finlandia | 868   |

### Volo
| Pos. | Nome               | Nazione   | Punti |
| ---- | ------------------ | --------- | ----- |
| 1    | Andreas Goldberger | Austria   | 280   |
| 2    | Janne Ahonen       | Finlandia | 186   |
| 3    | Christof Duffner   | Germania  | 176   |
| 4    | Urban Franc        | Slovenia  | 132   |
| 5    | Ari-Pekka Nikkola  | Finlandia | 96    |

### Nazioni
| Pos. | Nazione   | Punti |
| ---- | --------- | ----- |
| 1    | Finlandia | 5079  |
| 2    | Giappone  | 4162  |
| 3    | Austria   | 3464  |
| 4    | Germania  | 2919  |
| 5    | Norvegia  | 2746  |